# Piotr Resch
Piotr Resch właściwie Peter Resch (ur. 15 grudnia 1873 w Mettingen koło Mühldorf nad Oenum, zm. 16 grudnia 1966 w Limburg an der Lahn) – niemiecki ksiądz katolicki, generał pallotynów w latach 1925 - 1931.
Święcenia kapłańskie przyjął 14 sierpnia 1898. Jest pochowany w Limburgu.